# Landschaftsschutzgebiet Grünlandkomplex am Frettholz

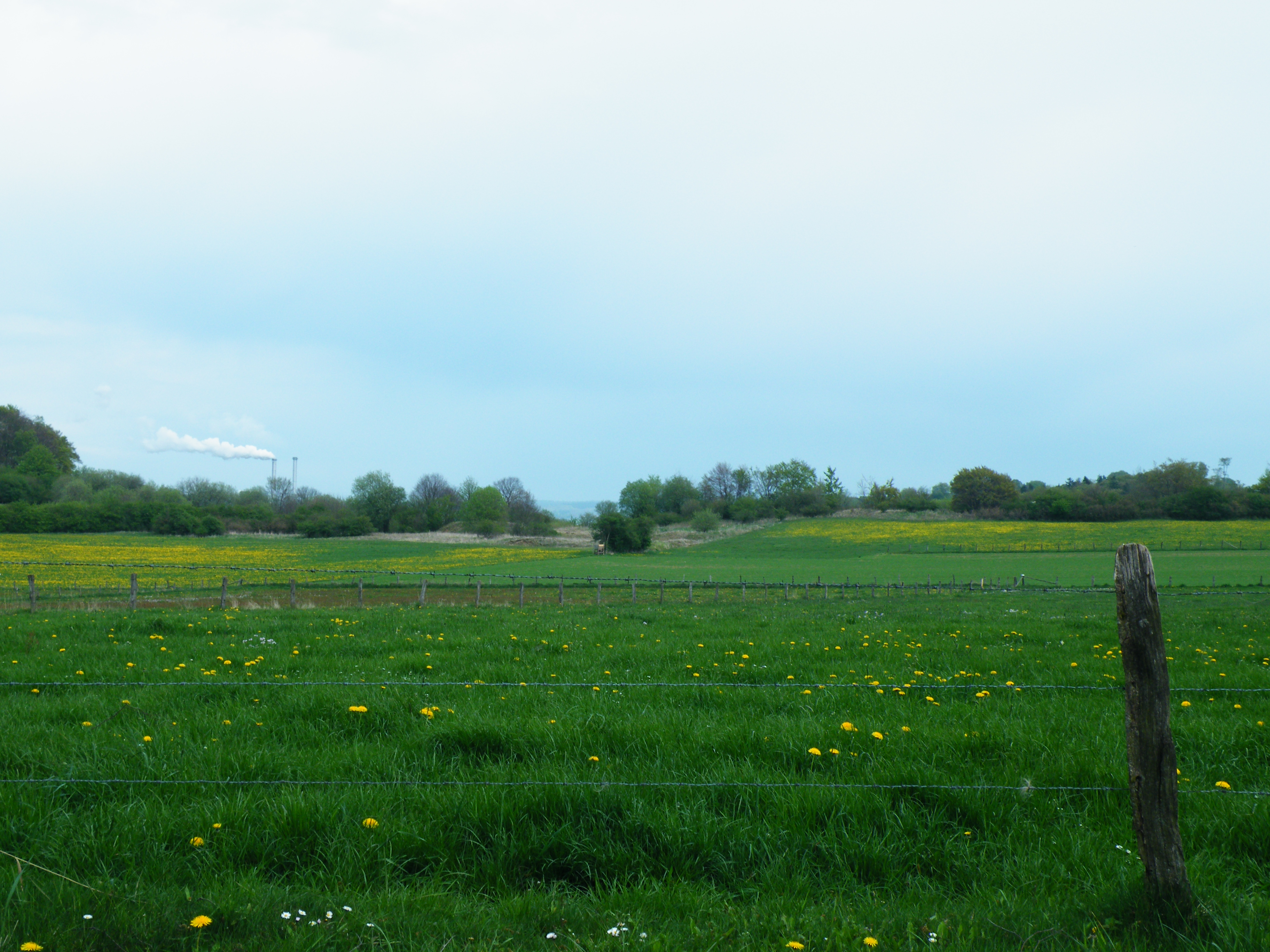
Im hinteren Bereich Teile des Landschaftsschutzgebiets Grünlandkomplex am Frettholz

Das Landschaftsschutzgebiet Grünlandkomplex am Frettholz mit 29,05 ha Größe liegt östlich von Brilon. Das Landschaftsschutzgebiet wurde 2008 mit dem Landschaftsplan Briloner Hochfläche durch den Hochsauerlandkreis als Landschaftsschutzgebiet (LSG) ausgewiesen. Das LSG umschließt fast ganz das Naturschutzgebiet Frettholz und grenzt im Nordwesten direkt an den Siedlungsbereich von Brilon. Das LSG wird teilweise durch die eingleisige Almetalbahn geteilt.

## Beschreibung
Das LSG dient als Pufferzonen das Naturschutzgebiet Frettholz. Im Südwestteil befinden sich etliche Relikte des Erzbergbaus. Auf den Auf- und Abtragungsböschungen der Eisenbahntrasse wachsen Feldgehölze. Auf beiden Seiten der Bahntrasse liegen, vor allem in flachgründigen Kuppenlagen, buchenreiche Feldgehölze und artenreiches Magergrünland.

## Schutzzweck
Die Ausweisung erfolgte zur Erhaltung, Ergänzung und Optimierung eines Grünlandbiotop-Verbundsystems, insbesondere mit den Naturschutzgebiets-Ausweisungen im Grünland. Dadurch sollen Tiere und Pflanzen Wanderungs- und Ausbreitungsmöglichkeiten behalten. Wie die anderen Landschaftsschutzgebiete vom Typ C dient auch diese Ausweisung als Pufferzone für angrenzende Naturschutzgebiete.

## Rechtliche Rahmen
Das Landschaftsschutzgebiet Grünlandkomplex am Frettholz wurde als Landschaftsschutzgebiet vom Typ C, Wiesentäler und bedeutsames Extensivgrünland, ausgewiesen. In den Landschaftsschutzgebieten vom Typ C des Landschaftsplangebietes sind Erstaufforstungen und auch die Neuanlage von Weihnachtsbaumkulturen, Schmuckreisig- und Baumschulkulturen verboten. Ferner besteht ein Umwandlungsverbot von Grünland und Grünlandbrachen in Acker oder andere Nutzungsformen. Eine maximal zweijährige Ackernutzung innerhalb von zwölf Jahren ist erlaubt, falls damit die Erneuerung der Grasnarbe vorbereitet wird. Dies gilt als erweiterter Pflegeumbruch. Dabei muss ein Mindestabstand von 5 m vom Mittelwasserbett eingehalten werden. Für den Anbau von nachwachsenden Rohstoffen ist eine Befreiung vom Verbot des Grünlandumbruchs im Rahmen einer Einzelfallprüfung möglich.